# Literatura grisa
La literatura grisa és un tipus de document que no és distribuït pels canals de publicació convencional (editorials). Acostuma a tractar-se de documentació de caràcter científic o tècnic que es distribueix inicialment a un públic restringit.
El primer nom que va rebre va ser literatura d'informes, ja que entre tots els tipus de documents de la literatura grisa els informes eren els més habituals, però n'ha rebut molts més, com literatura no convencional, literatura invisible i literatura semipublicada. Entre tots ells, el terme més afortunat ha estat el de literatura grisa. La denominació prové del Seminari de York de 1978 per iniciativa de la Comissió de Comunitats Europees (“embrió” de la Unió Europea) i la British Library que va establir les directrius bàsiques sobre la seva definició, les tipologies de documents que es consideraven literatura grisa i les normes que calia adoptar quant al seu control bibliogràfic (descripció i creació d'una base de dades de literatura grisa: SIGLE, System for Information on Grey Literature in Europe, actualment OpenSigle).
El concepte de literatura grisa com a documentació poc controlada i difícil de localitzar ha anat canviant amb els anys. Així, per exemple, en el cas de les patents, l'OMPI, l'OEP i les oficines nacionals, en l'actualitat les patents són perfectament visibles (es pot dir que s'han “blanquejat” i ja no són “grises”). Altres documents avui en dia fàcilment accessibles als països avançats són les tesis doctorals i les normes tècniques.
Per tal d'aplicar el terme correctament, ens hem d'atenir al concepte de literatura grisa i no confondre'l amb un calaix de sastre on s'inclou qualsevol tipus de document poc freqüent o que resulti poc familiar.
La literatura grisa agrupa fonts del tipus:
- avantprojectes;
- avenços d'investigació;
- esborranys per a discussió;
- comunicacions institucionals i oficials;
- documentació facilitada en congressos, ponències i simposis;
- diagnòstics, planificacions;
- documentació tècnica publicitària;
- documents de govern;
- informes tècnics i de recerca;
- llibre blanc;
- material de promoció;
- memòries anuals;
- normes tècniques;
- patents;
- ponències a esdeveniments;
- preliminars de circulació restringida;
- prepublicacions o publicacions preliminars (preprints);
- tesis doctorals;
- treballs acadèmics;
- traduccions no publicades comercialment;
- vídeos tècnics.

## Literatura grisa i Internet
El desenvolupament d'Internet va modificar d'una manera substancial alguns elements comuns d'aquest conjunt de fonts, especialment en els aspectes formals: la frontera entre el que s'ha publicat i el que no s'ha publicat es difumina, i també la seva difusió, ja que Internet permet una major difusió, amb un abast pràcticament il·limitat i una rapidesa virtualment instantània de les comunicacions. Limitacions anteriors quant a la tirada, edició i distribució també desapareixen i l'autor té més independència per a comunicar els seus textos en no necessitar un canal de publicació convencional.
Malgrat els canvis, com a grup de documents continua mantenint el seu perfil de plataforma de difusió de novetats derivades de processos de recerca i de documentació altament especialitzada, generalment d'àmbit cientificotècnic. Els elements comuns que es mantenen són: la informalitat, l'intercanvi dinàmic, la rapidesa en la producció, el pes de la institució o persona que els genera i el valor de document especialitzat d'alt valor informatiu.
La literatura grisa té un valor informatiu elevat per als usuaris, però en paral·lel és difícil de controlar bibliogràficament. Per tant, és un problema d'especial interès per a la bibliografia especialitzada i els mecanismes de control bibliogràfic.
Internet ha alterat els canals de comunicació habituals i s'ha convertit en el mitjà idoni per a satisfer la necessitat de científics i altres d'estudiosos per a divulgar ràpidament els seus coneixements i accedir als estudis dels altres.
Cada vegada més catàlegs bibliogràfics i bases de dades documentals afegeixen registres sobre literatura grisa, especialment d'informes, normes tècniques i tesis doctorals.
El moviment d'accés obert (open acces) i els repositoris institucionals aglutinen una gran part de la producció de literatura grisa, en especial dels textos preliminars (preprints). I la mateixa xarxa d'Internet facilita l'intercanvi per mitjà de l'accés a publicacions en línia, videoconferències, llistes de discussió, taulers de notícies i documents electrònics.
N'és un exemple la plataforma d'accés obert d'Open Sigle que permet integrar col·leccions digitals de literatura grisa: OpenSIGLE (System for Information on Grey Literature in Europe).